# چارلز فولر (بازیکن فوتبال)
چارلز فولر (انگلیسی: Charles Fuller; ۲۵ مهٔ ۱۹۱۹ – نوامبر ۲۰۰۴ (aged 85)) بازیکن فوتبال اهل بریتانیا بود.
از باشگاه‌هایی که در آن بازی کرده‌است می‌توان به اشاره کرد.
وی همچنین در تیم ملی فوتبال تیم فوتبال المپیک بریتانیای کبیر بازی کرده‌است.